# Sjevernotibetanski jezici
Sjevernotibetanski jezici, jedna od najmanje pet užih skupina tibetanskih jezika iz Kine. Ima svega tri predstavnika, to su. 
- choni [cda], 154.000 na jugu Gansua (2004).
- amdo ili amdo, anduo, ngambo [adx], 810.000 (Wurm et al. 1987). Od toga 538.500 hbrogpa, 97.600 rongba, 112.800 rongmahbrogpa, 60.600 rtahu.
- khampa (khams) ili khampa [khg], 1.490.000 (1994). Od toga 996.000 istočni, 135.000 južni, 158.000 zapadni, 91.000 sjeverni, 77.000 jone, 30.000 hbrugchu.

## Vanjske poveznice
- Ethnologue (14th)
- Ethnologue (15th)